# Magda Olivetti
Magda Olivetti (Ivrea, 1º giugno 1935 – Firenze, 24 aprile 2020) è stata una traduttrice, germanista e fisica italiana.

## Biografia
Figlia di padre italiano e madre tedesca, era nipote del noto industriale Adriano Olivetti. Dopo aver conseguito la laurea "magna cum laude" in Fisica teorica con Tullio Regge quale relatore di tesi, lavorò per diverso tempo con l'Università di Torino come collaboratrice scientifica. Successivamente si trasferì a Zagabria col marito croato e i tre figli, dividendo la propria attività fra la Svizzera francese e gli Stati Uniti d'America. Nel 1975 tornò in Italia e si stabilì a Firenze; da allora tenne conferenze sul tema della traduzione letteraria e pubblicò articoli su riviste scientifiche e letterarie.
Nel 1988 vinse il premio Grinzane Cavour per la traduzione.
Nel 1992, grazie ai finanziamenti concessi dalla Regione Piemonte, dal Fondo Sociale Europeo e dal Salone del Libro di Torino, fondò a Torino la SETL - Scuola Europea di Traduzione Letteraria, che successivamente si è spostata a Firenze trasformandosi in fondazione.
Nel 1993 lasciò l'incarico di vicepresidente della Fondazione Adriano Olivetti, a cui collaborava già da diverso tempo come consigliere, per potersi dedicare interamente alla scuola di traduzione.
Nel 2009 ricevette il Premio nazionale di Traduzione della Presidenza della Repubblica italiana.
Specializzata nella versione dal tedesco, tradusse principalmente opere di Thomas Bernhard, Musil, Rilke, Schnitzler ed Ingeborg Bachmann, in particolare per le case editrici Einaudi e Adelphi.

## Principali traduzioni
- Ingeborg Bachmann, Il trentesimo anno, Adelphi, Milano 1985.
- Idem, Il caso Franza: Requiem per Fanny Goldmann, Adelphi, Milano 1988.
- Thomas Bernhard, La partita a carte, Einaudi, Torino 1983.
- Idem, La fornace, Einaudi, Torino 1984.
- Idem, Gelo, Einaudi, Torino 1986.
- Idem, Amras, Einaudi, Torino 1989.
- Franz Kafka, Il fochista, (I racconti di Repubblica, 5), La Repubblica, Roma 1997.
- Joseph Zoderer, Il silenzio dell'acqua sotto il ghiaccio, Einaudi, Torino 1989.